# Прушевець
Прушевець (пол. Pruszewiec) — село в Польщі, у гміні Победзиська Познанського повіту Великопольського воєводства.
Населення — 22 особи (2011).
У 1975—1998 роках село належало до Познанського воєводства.

## Демографія
Демографічна структура станом на 31 березня 2011 року:
|          | Загалом | Допрацездатний вік | Працездатний вік | Постпрацездатний вік |
| -------- | ------- | ------------------ | ---------------- | -------------------- |
| Чоловіки | 15      | 3                  | 8                | 4                    |
| Жінки    | 7       | 1                  | 3                | 3                    |
| Разом    | 22      | 4                  | 11               | 7                    |